# Hela
Na mitologia nórdica, Hela (Hel ou Hell) é a deusa do Reino dos Mortos, igualmente designado por Hel.
É filha de Loki e da gigante Angrboda, irmã mais nova de Fenrir e da serpente Jörmungund, do oceano que circunda Midgard.
Hel foi banida por Odin para o mundo inferior que recebeu seu nome, Helheim, que fica nas profundezas de Niflheim. Helheim fica às margens do Rio Nastronol, que equivale ao Rio Aqueronte da mitologia grega. Lá, recebeu o poder de dominar nove mundos ou regiões, onde distribui aqueles que lhe são enviados, isto é, aqueles que morrem por velhice ou doença.
Como agradecimento por fazê-la governante do mundo inferior, Hela deu a Odin os seus dois corvos Hugin e Munin , que são os mensageiros entre Asgard e os outros reinos.
Seu palácio chama-se Helvidner, sua mesa era a Fome, sua faca, a Inanição, o Atraso, seu criado, a Vagareza, sua criada, o Precipício, sua porta, a Preocupação, sua cama, e os Sofrimentos formavam as paredes de seus aposentos. O reino de Hela era guardado pelo cão Garm.
Hela podia ser facilmente reconhecida, uma metade de seu corpo era de uma linda mulher, a outra parte de um corpo terrível em decomposição. Em outra versão da historia: Hel é descrita na Edda em Prosa, de autoria do historiador Snorri Sturluson, como sendo metade branca, metade negra. Sua expressão sugere ferocidade, crueldade e insensibilidade. 
A personalidade da deusa Hel difere das dos deuses do mundo inferior das demais mitologias: Ela não é boa e nem má, simplesmente justa. Quando os espíritos dos bondosos, dos doentes e dos idosos eram trazidos à sua presença, ela cuidava deles e lhes dava conforto. Mas àqueles a quem ela julgava como maus, impiedosamente os arremessava nas profundezas geladas de Niflheim.
De acordo com as lendas, Hela não podia ser derrotada em seu mundo e nenhum deus se dispunha a enfrentá-la em seus domínios, nem mesmo Odin ou Thor.
Não há nenhuma passagem ou relato que diz que a deusa, alguma vez, deixou os seus domínios mesmo que por um instante (como Hades, por exemplo, que saiu do submundo para sequestrar Perséfone).
De acordo com as lendas, Hela também não teve participação no Ragnarök (fim do mundo da mitologia nórdica), preferindo ficar em seus domínios e não tomar partido nenhum, porém Hela liberou todos os mortos para servir de exército para Loki na batalha contra Odin em Ragnarök.
O termo inglês Hell (Inferno em português) origina-se do nome dessa deusa.

## Na Mídia
- No jogo online Smite, Hela é retratada como a deusa do submundo, sendo bem fiel às suas origens, porém ela possui a habilidade de mudar de forma, sendo uma delas: uma bela jovem loira que usa habilidades para curar e auxiliar seus aliados, e a outra, uma perversa mulher com habilidades que causam muito dano e que atrapalham o inimigo.
- No filme "Thor: Ragnarok" (2017), Hela é retratada como filha mais velha de Odin e irmã de Thor e Loki (diferentemente da lenda original).[3]
- No jogo Camp Half Blood RPG é uma das deusas mais populares escolhidas pelos players.
- Ela é mencionada em God of War (2018).
- Aparece um pouco na Trilogia de Rick Riordan, fantasioso sobre os nórdicos, Espada do Verão.
- No famoso MMORPG World of Warcraft pode-se perceber uma relação entre Hela (mitologia) e Helya (World of Warcraft) na expansão Legion. No jogo, Helya é encarregada do submundo Helheim, sendo guardada pelo cachorro de três cabeças, Guarm.